# Aspergillus felis
Aspergillus felis é uma espécie de fungo da família Trichocomaceae. A espécie foi isolada em gatos com rinossinusite fúngica, aspergilose sino-orbital, aspegilose pulmonar invasiva e com infecção na cavidade sinonasal; assim como em um cão com aspergilose invasiva e um humano com aspergilose pulmonar invasiva crônica.